# Hvězdná brána (zařízení)

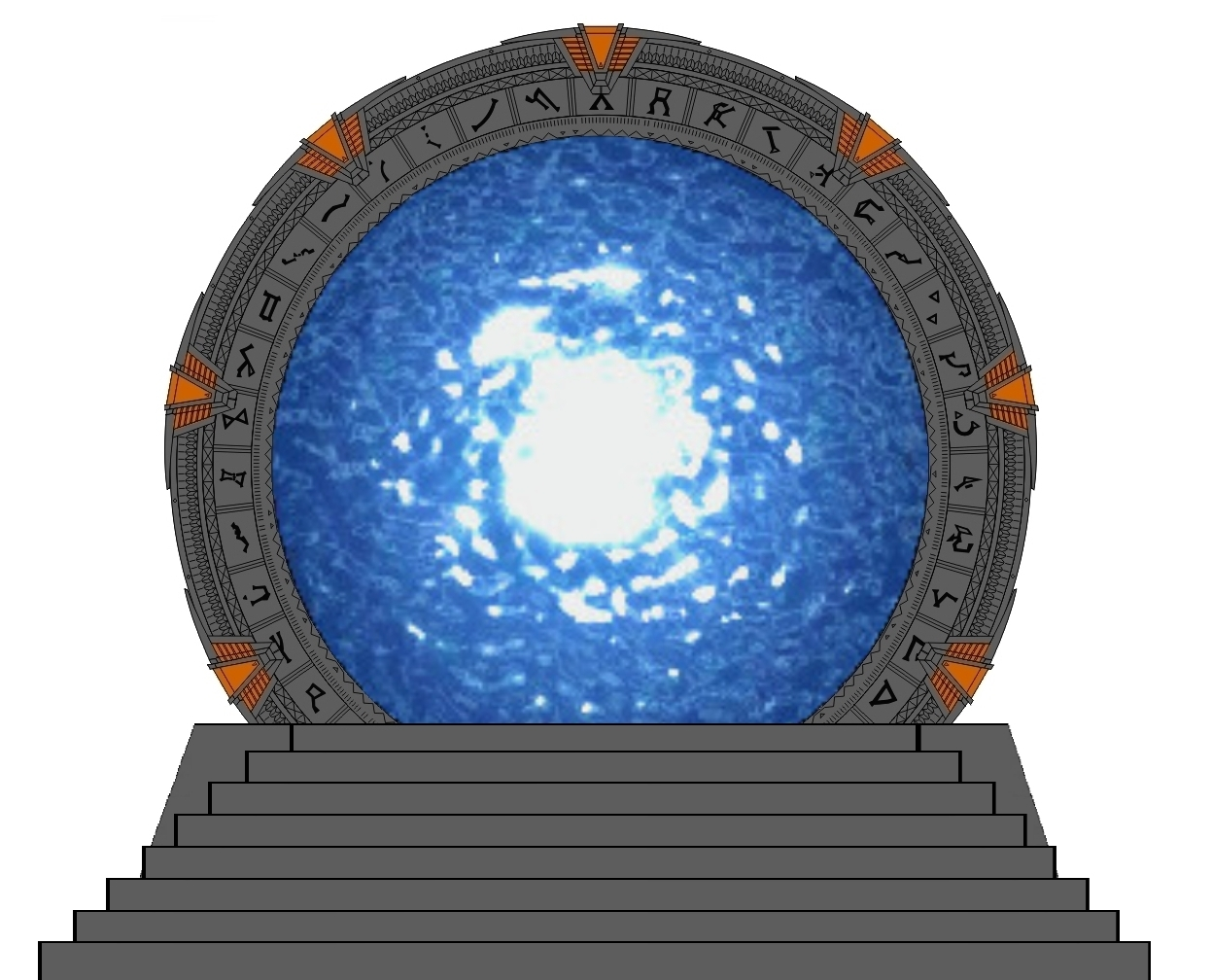
Hvězdná brána v Mléčné dráze

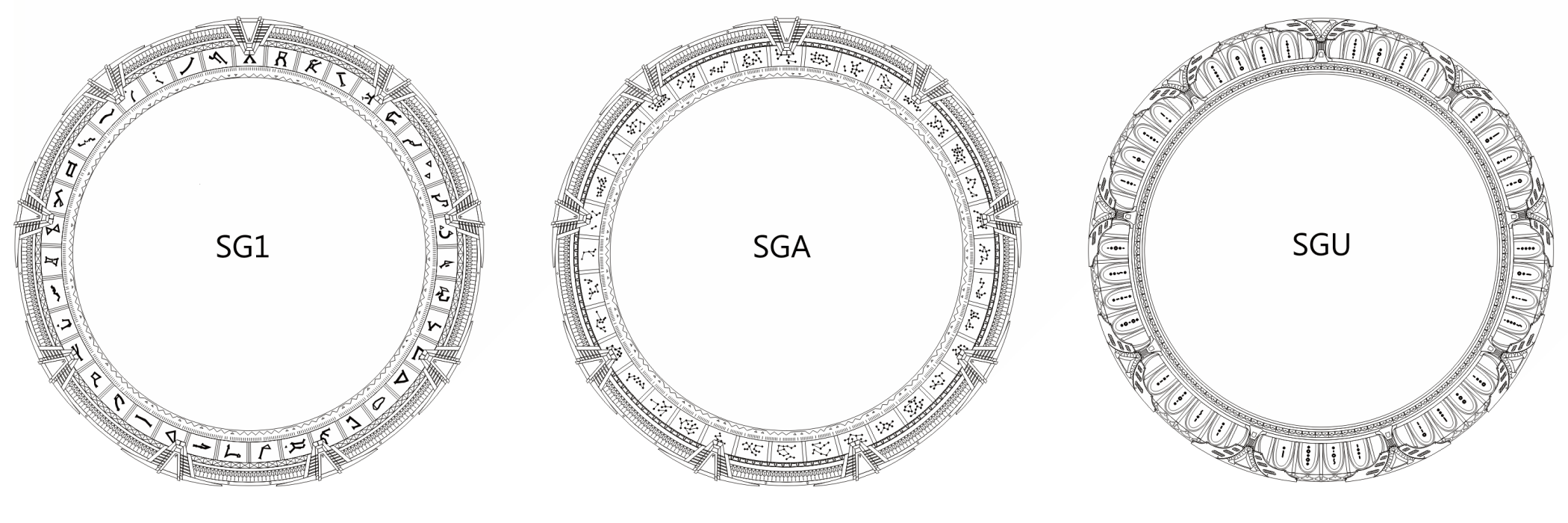
Schéma všech hvězdných bran

Hvězdná brána je sci-fi zařízení, které se poprvé objevilo ve filmu Hvězdná brána z roku 1994. Tvoří základní rekvizitu i v navazujících televizních seriálech Hvězdná brána, Stargate Atlantis, Stargate Universe a Stargate Infinity (animovaná odnož seriálu Hvězdná brána).
Samotný nápad zařízení ve tvaru brány, umožňujícího mezihvězdný transport, je ale ve sci-fi používán již dlouhou dobu. Příkladem může být Tunel do nebes (1955) Roberta Heinleina nebo Kantos Hyperionu (1989).
Hvězdná brána, anglicky Stargate, je název několika sci-fi filmů, seriálů a her, které navazují na stejnojmenný celovečerní film z roku 1994. Do roku 2011 byly natočeny tři televizní seriály, dva filmy určené pro DVD trh a jeden animovaný seriál. Do budoucna se plánují další dva filmy, které zakončí první dva seriály.

## Princip podle seriálu
Hvězdná brána je zařízení kruhové stavby, vytvořené z supravodivého materiálu, naquahdahu (nakadahu). V seriálu vytváří umělou červí díru v časoprostorovém kontinuu (Einstein - Rosenův most) po zadání nejméně sedmi symbolů (každému symbolu náleží právě jeden zámek, tzv. chevron který se po úspěšném zadání symbolu uzamkne) pomocí zařízení zvaného DHD (Dial Home Device), které bývalo v seriálu interpretováno jako ovládací panel kruhové stavby osazené devětatřiceti tlačítky zasazených ve dvou kruzích rovnoměrně umístěných od středu panelu. Šest zadávaných symbolů určuje adresu planety.
Tyto symboly, neboli adresu, lze vypočítat pomocí planetárního posunu okolo cílové planety, ta se nachází v jejich průsečíku. Sedmý symbol označuje výchozí planetu. Na bráně lze však zadat i osmý, jenž označuje galaxii a devátý, po jehož zadání brána pomocí podprogramu vyhledá aktuální polohu Antické lodi Destiny a vytvoří mezi bránami červí díru. Hvězdná brána tedy umožňuje cestování mezi planetami v různých galaxiích.
Celý přenos zjednodušeně probíhá tak, že předmět či organismus, který překročí horizont událostí je molekulárně rozložen(tzv.:dematerializace), kdy je od fyzické části živého organismu odděleno vědomí, které je uloženu do vyrovnávací paměti brány a samostatně odesíláno, jako signál, do brány cílové, kde je organismus znovu materializován. Takto rozložené organizmy či předměty nejsou po dobu pobytu v červí díře (jež se různí s délkou obou planet od sebe) vystaveny vlivu vesmíru. Při cestě červí dírou podléhá lidský organismus přetížení více než 8G a tělo je na kost zmrzlé (to je důsledek komprese, kterou tělo podstoupí během milisekundy potřebné k rekonstituci).
Pokud se brána vytočí v čase, kdy na Slunci vypukla sluneční erupce, pošle vás hvězdná brána do minulosti na místo které bylo vytočeno. Toho využila SG1, když je zradili Noxové. Pomocí brány mohou předměty či organismy cestovat jen jedním směrem a to od brány, pomocí které byla červí díra vytvořena, do cílové, avšak různé signály či impulsy mohou cestovat obousměrně. Samotné vytvoření červí díry je vysoce energeticky náročné, a tak se za normálních okolností daří udržet takovouto červí díru otevřenou po dobu osmatřiceti minut. Brána byla sestrojena přibližně před deseti až jedenácti miliony lety rasou zvanou Alterané (někdy i Lantaňané), později později rasou jménem Antikové. Bran existuje několik typů, ale v seriálech byly zatím představeny jen tři z nich. A to brána z naší galaxie , vytvořena z vysoce vodivého materiálu zvaného naquadah (nakadach) vážící přibližně 30 tun, brána z galaxie Pegasus, o níž se zatím mnoho podrobností neví, a brána jež mohla být viděna na Antické lodi Destiny a jí přilehlých planetách. Tyto brány jsou vzájemně kompatibilní. Antikové brány umístili převážně na obyvatelné planety a stejným stylem rozsévání hvězdných bran ve vesmíru byly naprogramovány i předsunuté lodě v SGU, ale za tisíce a miliony let se některé planety staly neobyvatelnými.
Seriálové vysvětlení funkce brány:
- V případě, že použijeme na dvou místech ve vesmíru látku s vysokou energií nastavenou vzájemně na sebe, tak mezi sebou vytvoří červí díru. To se přitáhnou dva body ve vesmíru k sobě tunelem, který je v poměru 1 km tunelu / 26 světelným rokům cesty vesmírem. Tento jev byl několikrát zpozorován volně ve vesmíru, uměle však ještě oficiálně nebyl vytvořen. Nevýhodou těchto bran je, že hmota může cestovat jen jedním směrem a to tedy z brány, která aktivovala červí díru na druhou bránu, ale naopak to nelze.

## Ovládací panel

Schematické znázornění ovládacího panelu

DHD nebo také ovládací panel (v angličtině Dial Home Device - zařízení pro volání domů) je zařízení, které se nachází u většiny hvězdných bran ve vesmíru. Slouží k zadání adresy na bráně. V podstatě se jedná o řídící a napájecí zdroj hvězdné brány. Každý ovládací panel má symboly kompatibilní s branou, u které je umístěn. Ovládací panel obsahuje napájecí jednotku, což je zvláštní druh krystalu, který se, podobně jako ZPM, nabíjí ze subprostoru - má tedy životnost téměř neomezenou. Musí se vytočit 7 symbolů, podle toho co se zadá za symboly se vytočí adresa hvězdné brány Zbytek tvoří kontrolní krystaly, včetně hlavního ovládacího krystalu, který zajišťuje rozvod energie a kontroluje bezpečnostními protokoly v systému tak, aby byl provoz brány bezpečný. Další součástí každého panelu je automatický aktualizační podprogram, který brány nutí vzájemně si předávat souřadnice, které určují polohu dané brány ve vesmíru, jež jsou nezbytné k jejímu vytočení. Vnitřní paměť ovládacího panelu je schopná uchovat 50 naposledy zadaných adres, avšak nezaznamená, kdy byla daná brána vytočena. Na každý panel se dá napojit a nahlížet do jeho obsahu, upravovat jeho základní program a měnit různé parametry aktualizace či vytáčení brány.

## Obrana a blokování bran před nepřítelem
Bránou však může přijít kdokoli, i nepřítel, a tak je potřeba vytvořit účinnou ochranu. První způsob, který byl zkonstruován lidmi, byla Iris. Iris je neproniknutelný štít umístěný 2 mikrometry od horizontu událostí. Skládá se z několika desítek pohyblivých titanovo-triniových desek (původně pouze titanových). Po složení vytvoří neproniknutelný štít, který jakékoliv příchozí těleso před materializací rozbije na mikronové částice. Tohoto faktu bylo využito v seriálu Hvězdná brána: SG-1.
Na rozdíl od jiných známých bran, brána Atlantidy může také poznat počáteční bod brány, která se snaží s ní spojit a moci tak blokovat přicházející červí díry. Tento způsob obrany byl využit v seriálu Hvězdná brána: Atlantis. Vzhledem k technologii Atlantidy je Iris nahrazena energetickým štítem.
Další bezpečnostní pojistkou je nesmírně rozsáhlý systém bezpečnostních protokolů a aktualizací, které jsou v celém systému hvězdných bran. V seriálu - ať SG-1 nebo Atlantis - se několikrát o bezpečnostních protokolech mluvilo. Bezpečnostní protokoly slouží k blokování chyb, které se mohou v systému objevit - třeba chyba ve vytvoření červí díry a nebo nevhodné změny v bezpečnostním systému bran v nějakém DHD (vytáčecím zařízení - zkratka znamená Dial Home Device). Systém bran pak může danou bránu vyřadit z provozu nebo navázat alternativní spojení s nejbližší další branou. Aktualizace v systému hvězdných bran slouží k aktualizaci koordinátů jednotlivých adres hvězdných bran, aby se vyrušily případné problémy. Při neustálém rozpínání vesmíru se vzdálenosti mezi jednotlivými body (planety, brány) neustále mění. Hvězdné brány se mezi sebou vytáčí a předávají si pomocí protokolů nové koordináty adres společně se souřadnicemi. Není známo, jakou dobu tento proces trvá, ani kolik dalších bran jednotlivé brány vytočí. Je pravděpodobné, že po celém procesu aktualizací se tento proces ve zmenšené míře opakuje - to aby si předaly nové koordináty i brány, které jsou od sebe vzdálené více a také proto, aby se nové koordináty potvrdily a nahradily ty původní v zadávacím programu v DHD.

## Symboly na hvězdné bráně z Gízy
| Pozice | Znak | Souhvězdí                   | Pozice | Znak | Souhvězdí        | Pozice | Znak | Souhvězdí   |
| ------ | ---- | --------------------------- | ------ | ---- | ---------------- | ------ | ---- | ----------- |
| 1      |      | Symbol země, "výchozí bod"* | 14     |      | Microscopium     | 27     |      | Taurus      |
| 2      |      | Crater                      | 15     |      | Capricornus      | 28     |      | Auriga      |
| 3      |      | Virgo                       | 16     |      | Piscis Austrinus | 29     |      | Eridanus    |
| 4      |      | Boötes                      | 17     |      | Equuleus         | 30     |      | Orion       |
| 5      |      | Centaurus                   | 18     |      | Aquarius         | 31     |      | Canis Minor |
| 6      |      | Libra                       | 19     |      | Pegasus          | 32     |      | Monoceros   |
| 7      |      | Serpens Caput               | 20     |      | Sculptor         | 33     |      | Gemini      |
| 8      |      | Norma                       | 21     |      | Pisces           | 34     |      | Hydra       |
| 9      |      | Scorpius                    | 22     |      | Andromeda        | 35     |      | Lynx        |
| 10     |      | Corona Australis            | 23     |      | Triangulum       | 36     |      | Cancer      |
| 11     |      | Scutum                      | 24     |      | Aries            | 37     |      | Sextans     |
| 12     |      | Sagittarius                 | 25     |      | Perseus          | 38     |      | Leo Minor   |
| 13     |      | Aquila                      | 26     |      | Cetus            | 39     |      | Leo         |

*Tento symbol je charakteristický pouze pro hvězdnou bránu z Gízy. Ve filmu ho Dr. Jackson interpretoval jako Slunce nad vrcholem pyramidy. Jiné hvězdné brány mají svůj vlastní jedinečný symbol, včetně brány, která byla nalezena na Zemi v Antarktidě. Avšak v seriálu se z neznámého důvodu (pravděpodobně filmařská chyba) objevuje tento symbol i na bráně z Antarktidy a v epizodě „New Ground“ ve 3. řadě dokonce i na jiné planetě.
K zadání adresy je třeba 7 symbolů, 6 určujících lokaci a 1 výchozího. Po vytočení správné kombinace 7 symbolů můžete cestovat, ale pouze v galaxii, ve které se nacházíte. Pro mezigalaktické cestování je nutné zadat symbolů 8: 6 určujících lokaci, 1 určující vzdálenost a 1 výchozí. Mezigalaktické cestováni jde ovšem uskutečnit jen za předpokladu, že je k bráně připojen dostatečný zdroj energie - ZPM (modul nulového bodu), které v seriálu třikrát použil plukovník, později brigádní generál, Jack O’Neill (použil generátor se zdrojem energie pro Teal'covu tyčovou zbraň). Poprvé na Asgardskou planetu Othala, kde mu Asgardi vymazali z mozku vědomosti Antiků (v druhé řadě), podruhé aby zničil Anubisovu flotilu ze základny Antiků v Antarktidě (na konci sedmé řady). Potřetí nechal použít modul nulového bodu (jako velitel SGC) k navázání spojení s hvězdnou bránou v Atlantidě, která je v galaxii Pegas v prvním dílu seriálu Hvězdná brána: Atlantida a vyslal tam tým složený převážně z vědců, aby pokud možno navázali spojení s Antiky. Adresa obsahující 9 symbolů vede na loď Antiků jménem Destiny (je použita v prvním díle nejnovějšího seriálu Stargate: Universe), která byla před mnoha lety, vyslána na cestu k okraji vesmíru na průzkum, spolu s neurčitým počtem rozesévacích lodí, které vyrábějí a na planety usazují hvězdné brány, jež jsou jedny z prvních které Antikové vynalezli ale ještě s krátkým dosahem jen v určitém okruhu ať už v rámci destiny, nebo další brány. Tato loď se pohybuje rychlostí přesahující rychlost světla, ale neletí hyperprostorem, letí v tzv. FTL, ve kterém se pohybuje pomaleji než v hyperprostoru, mimo jiné, další nevýhodou je, že když už loď vystoupí z FTL, musí se motory dlouhou dobu ochladit (několik hodin); pokud se nenechají vychladit, je velká pravděpodobnost jejich zničení při dalším vstupu do FTL. Jediný způsob, jak se dostat na Destiny, je použít hvězdnou bránu nebo použít, popřípadě tzv. spojení Destiny s rozsévací lodí ukotvením a propojením tunelem.

## Symboly na hvězdné bráně z Atlantis

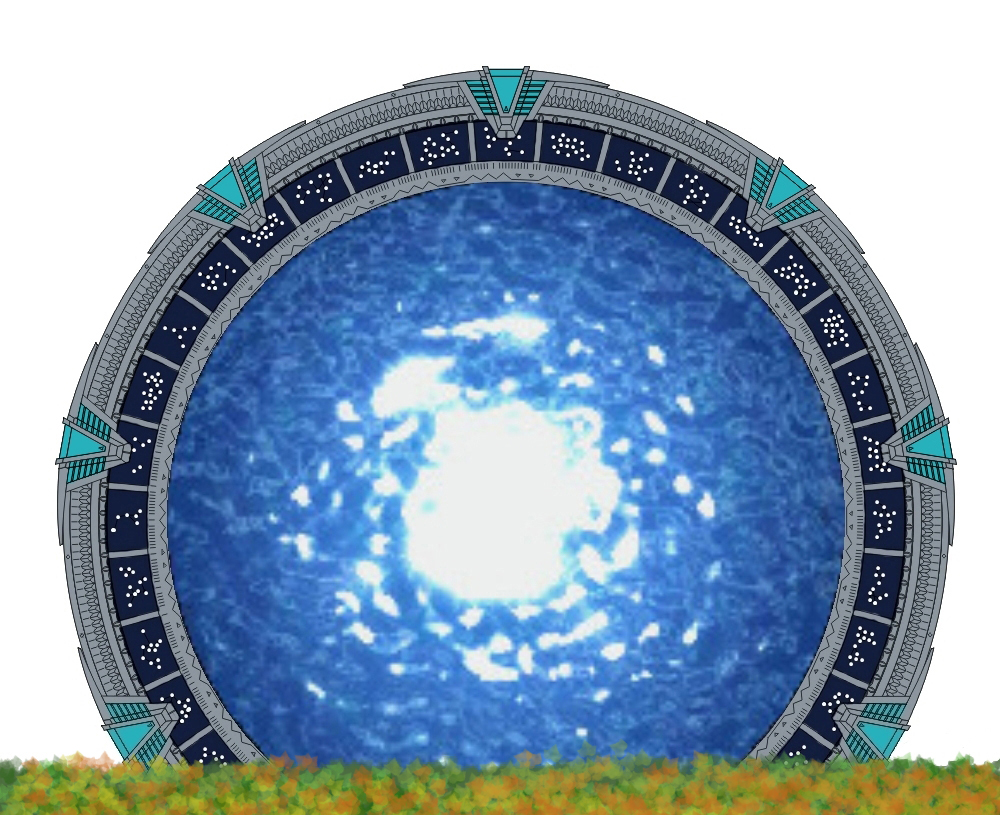
Hvězdná brána v galaxii Pegas

| Pozice | Znak | Souhvězdí | Pozice | Znak | Souhvězdí                              | Pozice | Znak | Souhvězdí |
| ------ | ---- | --------- | ------ | ---- | -------------------------------------- | ------ | ---- | --------- |
| 1      |      |           | 13     |      |                                        | 25     |      | Rdehi     |
| 2      |      |           | 14     |      |                                        | 26     |      |           |
| 3      |      | Alura     | 15     |      |                                        | 27     |      |           |
| 4      |      |           | 16     |      |                                        | 28     |      |           |
| 5      |      |           | 17     |      |                                        | 29     |      |           |
| 6      |      | Ecrumig   | 18     |      |                                        | 30     |      |           |
| 7      |      |           | 19     |      | Subido (původní symbol pro Atlantidu)† | 31     |      |           |
| 8      |      |           | 20     |      | Salma                                  | 32     |      | Gilltin   |
| 9      |      |           | 21     |      |                                        | 33     |      |           |
| 10     |      |           | 22     |      |                                        | 34     |      |           |
| 11     |      |           | 23     |      |                                        | 35     |      |           |
| 12     |      | Arami     | 24     |      |                                        | 36     |      |           |

## Symboly v SGU

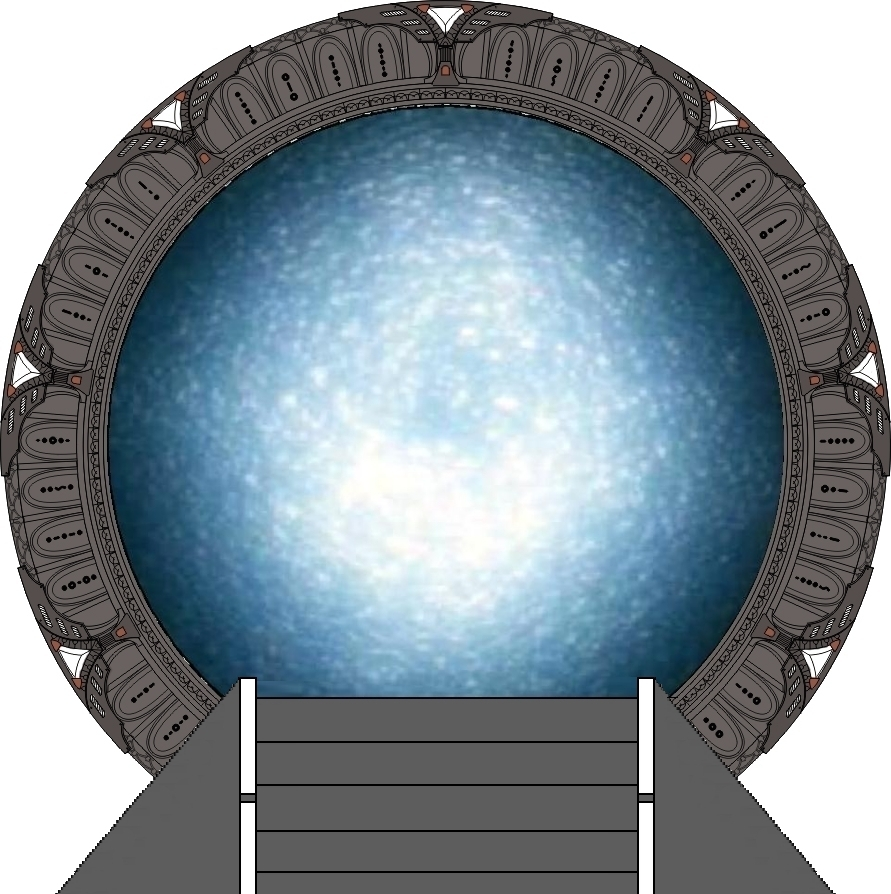
Hvězdná brána z projektu Destiny

| Pozice | Znak | Název | Pozice | Znak | Název | Pozice | Znak | Název | Pozice | Znak | Název |
| ------ | ---- | ----- | ------ | ---- | ----- | ------ | ---- | ----- | ------ | ---- | ----- |
| 1      |      |       | 10     |      |       | 19     |      |       | 28     |      |       |
| 2      |      |       | 11     |      |       | 20     |      |       | 29     |      |       |
| 3      |      |       | 12     |      |       | 21     |      |       | 30     |      |       |
| 4      |      |       | 13     |      |       | 22     |      |       | 31     |      |       |
| 5      |      |       | 14     |      |       | 23     |      |       | 32     |      |       |
| 6      |      |       | 15     |      |       | 24     |      |       | 33     |      |       |
| 7      |      |       | 16     |      |       | 25     |      |       | 34     |      |       |
| 8      |      |       | 17     |      |       | 26     |      |       | 35     |      |       |
| 9      |      |       | 18     |      |       | 27     |      |       | 36     |      |       |